# Hinkelstein (Alsbach)
Der Hinkelstein ist ein Menhir in Alsbach.
Der Hinkelstein – ein Monolith aus dem Neolithikum – ist eines der ältesten Kulturdenkmäler im Landkreis Darmstadt-Dieburg. Er besteht aus Malachit, einem seltenen plutonischen Ganggestein, das durch Vulkanismus entstand. Der Menhir stammt aus einem Steinbruch am Luciberg unterhalb des Melibokus bei Zwingenberg. Circa 2000 Jahre v. Chr. wurde der Hinkelstein an den etwa zwei Kilometer entfernten Aufstellungsort am Westrand von Alsbach verbracht.
Der Hinkelstein hat ein Gewicht von ca. 3,35 Tonnen. Er ragt etwas mehr als eineinhalb Meter aus dem Boden, ist gut einen Meter breit und knapp einen halben Meter dick.
Im Jahre 1812 wurden Grabungen unter dem Hinkelstein gemacht; dabei wurde der Untergrund so instabil, dass der Stein umfiel. Anschließend eingegraben wurde er 1866 vom Historischen Verein für Hessen aus dem Erdreich geholt und wieder an der ursprünglichen Stelle aufgestellt. Im Jahre 1887 wurde eine Inschrift am Menhir feierlich enthüllt.  
Der Hinkelstein ist Namensgeber für die Straßenbahnendhaltestelle am Hinkelstein, für die Schule am Hinkelstein, für die Hinkelsteinhalle, für die Sportanlage am Hinkelstein und für die Straße Am Hinkelstein in Alsbach.